# Günter Warda
Heinz-Günter Warda (* 22. Februar 1926 in Groß Rominten, Ostpreußen; † 2. September 2016) war ein deutscher Rechtswissenschaftler und Hochschullehrer. Er lehrte bis zu seiner Emeritierung im Jahr 1994 Strafrecht an der Ruhr-Universität Bochum.

## Leben
Warda promovierte 1953 an der Universität zu Köln mit einer Arbeit über „Die Abgrenzung von Tatbestands- und Verbotsirrtum bei Blankettstrafgesetzen“. 1961 habilitierte er sich – ebenfalls in Köln – mit einer Schrift über „Dogmatische Grundlagen des richterlichen Ermessens im Strafrecht“. Warda ist Schüler des Kölner Strafrechtlers Richard Lange.
Unmittelbar nach seiner Habilitation wurde Warda zum Professor an der Friedrich-Alexander-Universität Erlangen-Nürnberg ernannt. 1965 wechselte er an die Ruhr-Universität Bochum, die sich damals noch im Aufbau befand.
Günter Warda war der akademische Lehrer des Trierer Strafrechtlers Volker Krey.

## Schriften (Auswahl)
- Die Abgrenzung von Tatbestands- und Verbotsirrtum bei Blankettstrafgesetzen, De Gruyter, Berlin 1955.
- Dogmatische Grundlagen des richterlichen Ermessens im Strafrecht, Heymann, Köln 1962.
- (Hrsg.): Festschrift für Richard Lange zum 70. Geburtstag, de Gruyter, Berlin 1976, ISBN 3-11-006546-0.